# 微点

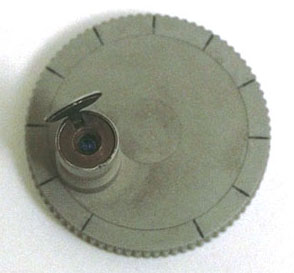
微点相机

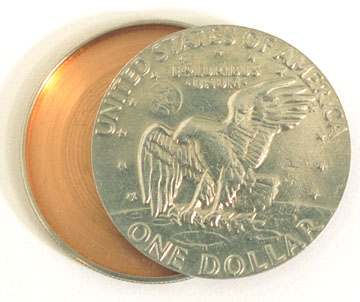
苏联间谍使用的空心美币可隐藏微点

微点(microdot)是摄影术语，专指出将文件通过精密光学摄影机缩小数百倍在极高分辨率的感光膜上形成如同句号点一般大小的影像。微点像经显微镜放大后，清晰可见。第二次世界大战期间，常被国际间谍用作隐藏、传递秘密情报的手段。

## 历史
微点的发明人是俄罗斯出生的德国人伊曼努尔·戈德堡（Emanual Goldberg).1925年戈德堡在巴黎举行的一次国际摄影会议上发表了他在研究微点技术的论文，并将微点像制成小皮夹，当纪念品发给与会代表。微点样品是一张摄影术发明人約瑟夫·尼塞福爾·涅普斯的微点像，像高0.03毫米，像的周围有一圈字码，每个字码长约2微米。:p27据推算，利用戈德堡的微点，可以在一平方英吋的面积，容纳50部足本《圣经》:p34
在20世纪30年代德国Agfa出产Agfa微点版，可将A4文件缩小300:1，相当于在一张9X 12厘米的照相版上容纳一万张A4文件,每张A4文件在照相版上高1毫米。:p37.

## 光学仪器
戈德堡使用的光学仪器是一具蔡司显微镜，佩蔡司4毫米消色差目镜。在微点摄影中，不得有半点振动，因此必须安装在防震的橡皮垫上。镜头装上特制的0.1毫米光圈。原件务必制成幻灯片。用第二台同一款的显微镜观察成像。:p29-30

## 感光版配方
1.处理玻璃板
水  1000毫升
白垩  50克
酒精  200毫升
用棉花球蘸上述溶液，擦净玻璃的表面和背面
2.硝化纤维
醚   100克
酒精  20克
碘化氨  1克
溴化铵  25克
混合均匀，放置24小时
3.乳剂
6只蛋白         150毫升
蒸馏水          15 毫升
碘化钾          3克
氨水            5毫升
白糖            2克
碘              少许
用木叉缴打10分钟，直到蛋白变稠，木叉可以直立。放置12小时。取洁净玻璃片，覆上一层硝酸纤维液，然后浸入7%-8%硝酸银溶液12至15秒，取出玻璃片，以蒸馏水冲洗干净，晾到九成干时，在硝酸纤维膜上再覆上一层蛋白乳剂；晾干后浸入10%硝酸银和10%醋酸的溶液中15秒，取出用过滤水冲洗，再用蒸馏水冲洗，晾干后即成为感光版，待用:p104-105

## 显影与定影
显影剂配方
水   1000毫升
没食子酸 3克
邻苯三酚  1克
酒精      25毫升
浸泡10-20秒，在显影液中加入3、4滴2%硝酸银溶液，影像立显。
定影液
水   1000毫升
硫代硫酸钠（海波）  200克
定影10-15秒

## 二战时德国微点应用
二战时德国间谍机构计划大量生产微点，然后往英国，加拿大、美国派遣特务，将大量情报通过里斯本、墨西哥市或苏黎世转往德国。德国光学家门制造了450:1 至 750:1的微点摄影机。1939年德国派遣特务潜入南美，微点术在南美取得巨大成功，大量情报被缩小成微点，投入里斯本或其他中立城市的邮箱，直接寄回德国:p46。

## 二战时盟军的微点应用
二战时盟军应用微点有一个著名的例子。当时法西斯德国占领丹麦，同时致力研究原子弹，如果丹麦著名核子物理学家尼尔斯·玻尔
落入纳粹手中，对盟军将是重大损失，英国有关部门通过微点与玻尔取得联系:p79-80。